# Бони, Вильфрид
Вильфри́д Гемья́н Бони́ (фр. Wilfried Guemiand Bony; род. 10 декабря 1988, Бинжервиль, Абиджан) — ивуарийский футболист, нападающий боливийского клуба «Олвейс Реди».
Выступал за сборную Кот-д’Ивуара.

## Ранние годы
Бони провел большую часть своего детства в Абиджане, рос в местечке Плато сити, а затем в Абобо ПК18. Он начал играть в футбол на улицах города, принимал участие в межшкольных и городских соревнованиях, а затем провёл три года в футбольной академии Сириля Доморо, расположенной в городе Бинжервиль.

## Клубная карьера

### «Иссия Вази»
Бони начал свою профессиональную карьеру в клубе «Иссия Вази», выступающим в Премьер-лиге Кот-д’Ивуара. В 2007 году нападающий побывал на просмотре в английском «Ливерпуле», но ему не был предложен контракт.

### «Спарта» Прага
В начале 2008 года был арендован пражской «Спартой» и начал играть в резервной команде. Со «Спартой» Б он стал победителем Богемской лиги, третьем по значимости дивизиона страны, в котором играют резервные команды. Позже клуб выкупил трансфер футболиста и он начал выступать в первой команде «Спарты», где Бони забил 22 гола в 59 матчах. Он выиграл Гамбринус Лигу и Суперкубок Чехии в 2010 году.

### «Витесс»
30 января 2011 года подписал контракт на три с половиной года с нидерландским клубом «Витесс». По данным сайта transfermarkt.de, трансфер Бони обошёлся его новому клубу в 4 млн евро. В сезоне 2012/13 стал лучшим снайпером чемпионата Нидерландов, забив 31 гол в 30 матчах. Помимо этого, Бони был признан футболистом года в Нидерландах.

### «Суонси Сити»
После успешного сезона в «Витессе» ивуарийский нападающий перебрался в английскую Премьер-лигу, подписав четырёхлетний контракт со «Суонси Сити». За переход игрока «лебеди» заплатили 12 млн фунтов, что сделало Бони самой дорогой покупкой клуба в истории. Первый сезон в новом клубе для форварда получился весьма удачным — ему удалось 17 раз поразить ворота соперников и расположиться на 6-м месте в списке лучших бомбардиров чемпионата.

### «Манчестер Сити»
14 января 2015 года пополнил состав действующих чемпионов Англии «Манчестер Сити», в команде ивуариец получил 14-й номер. Сумма трансфера составила 28 млн фунтов.

#### «Сток Сити»
31 августа 2016 года на правах годичной аренды перешёл в английский «Сток Сити». 31 октября 2016 года забил два мяча в домашнем матче со «Суонси», встреча закончилась 3:1 в пользу «Сток Сити».

### Возвращение в «Суонси Сити»
31 августа 2017 года «Суонси» выкупил Бони обратно у «Манчестер Сити».

## Сборная Кот-д’Ивуара
В составе национальной сборной Вильфрид дебютировал 9 октября 2010 года в отборочном матче Кубка Африканских Наций (Бурунди — Кот-д’Ивуар — 0:1), выйдя на замену на 80-й минуте.

## Достижения

### Командные
«Иссия Вази»
- Обладатель Кубка Кот-д’Ивуара: 2006

«Спарта»
- Победитель Богемской лиги: 2008
- Чемпион Чехии: 2010
- Победитель Суперкубка Чехии: 2010

«Манчестер Сити»
- Кубок футбольной лиги: 2016

### Личные
- Лучший бомбардир Высшего дивизиона Нидерландов: 2013
- Футболист года в Нидерландах: 2013

## Статистика выступлений

### Клубная карьера
| Клуб               | Сезон            | Чемпионат | Чемпионат | Кубки | Кубки | Еврокубки | Еврокубки | Итого | Итого |
| Клуб               | Сезон            | Игры      | Голы      | Игры  | Голы  | Игры      | Голы      | Игры  | Голы  |
| ------------------ | ---------------- | --------- | --------- | ----- | ----- | --------- | --------- | ----- | ----- |
| Спарта             | 2008/09          | 16        | 3         | 3     | 0     |           |           | 19    | 3     |
| Спарта             | 2009/10          | 29        | 9         | 5     | 2     | 10        | 4         | 45    | 15    |
| Спарта             | 2010/11          | 14        | 10        | 1     | 0     | 10        | 7         | 25    | 17    |
| Спарта             | Итого            | 59        | 22        | 9     | 2     | 20        | 11        | 88    | 35    |
| Витесс             | 2010/11          | 7         | 3         |       |       |           |           | 7     | 3     |
| Витесс             | 2011/12          | 28 / +4   | 12 / +5   | 2     | 1     |           |           | 34    | 18    |
| Витесс             | 2012/13          | 30        | 31        | 2     | 4     | 4         | 2         | 36    | 37    |
| Витесс             | Итого            | 65 / +4   | 46 / +5   | 4     | 5     | 4         | 2         | 77    | 58    |
| Суонси Сити        | 2013/14          | 34        | 17        | 3     | 4     | 11        | 5         | 48    | 26    |
| Суонси Сити        | 2014/15          | 20        | 9         | 2     | 0     | 0         | 0         | 22    | 9     |
| Суонси Сити        | Итого            | 54        | 26        | 5     | 4     | 11        | 5         | 70    | 35    |
| Манчестер Сити     | 2014/15          | 10        | 2         | 0     | 0     | 2         | 0         | 12    | 2     |
| Манчестер Сити     | 2015/16          | 26        | 4         | 3     | 2     | 5         | 2         | 34    | 8     |
| Манчестер Сити     | Итого            | 36        | 6         | 3     | 2     | 7         | 2         | 46    | 10    |
| Сток Сити (аренда) | 2016/17          | 10        | 2         | 1     | 0     | 0         | 0         | 11    | 2     |
| Сток Сити (аренда) | Итого            | 10        | 2         | 1     | 0     | 0         | 0         | 11    | 2     |
| Суонси Сити        | 2017/18          | 15        | 2         | 4     | 1     | 0         | 0         | 19    | 3     |
| Суонси Сити        | 2018/19          | 7         | 1         | 0     | 0     | 0         | 0         | 7     | 1     |
| Суонси Сити        | Итого            | 22        | 3         | 4     | 1     | 0         | 0         | 26    | 4     |
| Аль-Араби (Доха)   | 2018/19          | 7         | 5         | 0     | 0     | 0         | 0         | 7     | 5     |
| Аль-Араби (Доха)   | Итого            | 7         | 5         | 0     | 0     | 0         | 0         | 7     | 5     |
| Всего за карьеру   | Всего за карьеру | 253 / +4  | 110 / +5  | 26    | 14    | 42        | 20        | 325   | 149   |

(откорректировано по состоянию на 12 мая 2019 года)